# ساموئل گوتلیب گملین
ساموئل جورج گوتلیب گملین (آلمانی: Samuel George Gottlieb Gmelin) (زاده ۴ ژوئیه ۱۷۴۴ – درگذشته ۲۷ ژوئیه ۱۷۷۴) پزشک، گیاه‌شناس و کاشف آلمانی بود. کتاب سفر به شمال ایران، جزییات سفر ساموئل گتلیب گملین در سالهای ۱۷۷۰ به ایران است.

## زمینه
گملین در شهر توبینگن در خانواده‌ای شهره به طبیعت‌گرایی به دنیا آمد. پدرش یوهان کنراد گملین، داروساز و جراح بود. عموی او یوهان گئورگ گملین بود که عموی یوهان فردریش گملین (ناشر طبیعت‌گرای کتاب سامانهٔ طبیعت نوشتهٔ کارولوس لینه) بود. ساموئل مدرک پزشکی خود را در سن ۱۸ سالگی (۱۷۶۳م) از دانشگاه لیدن دریافت کرد. زمانی که گملین در جمهوری هلند زندگی می‌کرد، علاقه شدیدی به جلبک‌های دریایی پیدا کرد. وی در سال ۱۷۶۶م. به عنوان استاد گیاه‌شناسی در دانشگاه سنت پترزبورگ منصوب شد. یک سال بعد او به مأموریتی برای مطالعه تاریخ طبیعی امپراتوری روسیه اعزام شد. او رودخانه‌های دون و ولگا و سواحل غربی و شرقی دریای خزر را کاوش کرد. او در حین سفر به قفقاز توسط عثمی‌خان خایتاکس گروگان گرفته شد و بر اثر بدرفتاری در اسارت، در احمدکنت داغستان درگذشت. او در هنگام فوت تنها ۳۰ سال داشت. مرگ او منجر به یک لشکرکشی تنبیهی روسیه شد، و در نتیجه برای مدت کوتاهی دربند قفقاز را فتح کرد.
گملین کتاب تاریخچهٔ لیزماهی‌ها را سال ۱۷۶۸م. نگاشته که اولین اثر اختصاص داده شده به زیست‌شناسی دریایی است که منحصراً با جلبک‌ها سروکار دارد و اولین اثر نوشته شده با سیستم دو سیلابی نامگذاری است. این کتاب شامل تصاویر استادانه‌ای از جلبک‌های دریایی و خزه‌های دریایی بر روی برگ‌های چین‌دار است. البته در حال حاضر تصور می‌شود که نمونه‌های جلبکی که توسط گملین در تاریخچهٔ لیزماهی‌ها مطالعه شده‌است، دیگر وجود ندارند (Dixon & Irvine, 1970). نتایج سفرهای او در کتاب "سفر به روسیه برای مطالعه سه قلمرو طبیعت (۱۷۸۴–۱۷۷۰م. ۴ جلد)" (Reise durch Russland zur untersuchung der drey natur-reiche) منشر شده‌است. جلد آخر این مجموعه قرار بود توسط گولدنشتاد تکمیل شود، اما در نهایت توسط پیتر سیمون پالاس پس از مرگ گولدنشتاد ویرایش شد.

## کتاب سفر به شمال ایران
کتاب سفر به شمال ایران، سفرنامه‌ی ساموئل گتلیب گملین است. او که متخصص در امور گیاه‌شناسی بود، در سال‌های ۱۷۷۰ مصادف با اواخر حکومت زندیه، همراه با هیاتی از دانشجویان و متخصصان از روسیه به ایران سفر کرد. او که برای مطالعه، تحقیق و پژوهش در گیاهان و جانوران به ایران سفر کرده بود، جزئیات زندگی مردم را نیز از قلم نینداخت. چشمان تیزبین ساموئل از سیاست تا عدالت اجتماعی، پول، اخلاق و عادات مختلف، ویژگی‌های جسمانی، سلامت و بیماری‌ها، مراسم و …  را دیده و در سفرنامه‌ ذکر کرده است. بخش‌های بعدی کتاب شرح سفر دوم او به ایران است و  اطلاعات خوبی در زمینه حیات گونه‌های جانوری ارائه داده است. این کتاب توسط غلامحسین صدری افشار ترجمه شده است.
- فصل اول: اوضاع سیاسی کنونی در ایران از لحاظ شکل حکومت
- فصل دوم: وضع کنونی ایران از لحاظ عدالت،پول ایران، اوزان قیاسات
- فصل  سوم: عادات و اخلاق ایرانیان امروز، ویژگی‌های جسمی، وضع لباس سلامت و بیماری و معلومات علمی آنان
- فصل چهارم: عادت‌های خوردن و نوشیدن ایرانیان، رفتار عوام الناس و پاکیزگی، ختنه، مراسم ازدواج و تدفین
- فصل پنجم: هدایت، خان کنونی گیلان، درآمدها، حکومت و دربارش
- فصل هشتم: راهبان ایرانی
- فصل نهم: توصیف کلی دریای خزر

## زندگی‌نامه
گملین در سال ۱۷۷۲م. با آنا فون چاپوزو، نوهٔ ناخدای معروف نیروی دریایی یاکوب چاپوزو ازدواج کرد.
یاکوب چاپوزو قهرمان نبرد جزیره اوسل در سال ۱۷۱۹، و در زمان ازدواج گملین و آنا فرماندهٔ رافیل بود.
نام اختصاری استاندارد نویسنده S.G.Gmel. است. هنگام ذکر نام گیاه‌شناسی برای ارجاع به این شخص استفاده می‌شود.